# Sami Outalbali
Sami Outalbali (Poissy, 19 marzo 1999) è un attore francese.

## Biografia

### Primi anni
Sami Outalbali è nato a Poissy, Yvelines, il 19 marzo 1999 in una famiglia originaria dl Marocco e della Guadalupa. È cresciuto a Verneuil-sur-Seine e ha studiato presso il Lycée Louise Weiss ad Achères.

### Carriera
Ha esordito come attore nel 2011 nel film Les Tuche.

## Filmografia

### Cinema
- Les Tuche, regia di Olivier Baroux (2011)
- Lola (Lola vers la mer), regia di Laurent Micheli (2019)
- Un vrai bonhomme, regia di Benjamin Parent (2019)
- Una storia d'amore e di desiderio (Une histoire d'amour et de désir), regia di Leyla Bouzid (2021)
- L'innamorato, l'arabo e la passeggiatrice (Viens je t'emmène), regia di Alain Guiraudie (2022)
- November - I cinque giorni dopo il Bataclan (Novembre), regia di Cédric Jimenez (2022)

### Televisione
- Vive la colo! – serie TV, 6 episodi (2012)
- Petits secrets entre voisins – serie TV, 1 episodio (2015)
- Fiertés, regia di Philippe Faucon – miniserie TV, 1 episodio (2018)
- Illégitime, regia di Renaud Bertrand – film TV (2018)
- Les grands – serie TV, 30 episodi (2016-2019)
- Mortale (Mortel) – serie TV, 9 episodi (2019-2021)
- Sex Education – serie TV, 15 episodi (2020-2021)
- BRI – serie TV, 4 episodi (2023)

## Doppiatori italiani
- Federico Frignani in Una storia d'amore e di desiderio
- Andrea Oldani in November - I cinque giorni dopo il Bataclan
- Alessio Nissolino in Sex Education

## Riconoscimenti
- 2021 - Festival du film francophone d'Angoulême[5]
  - Valois for Best Actor
- 2021 - Pena de Prata
  - Nomination Best Ensemble in a Comedy Series per Sex Education (con Gillian Anderson · Asa Butterfield · Ncuti Gatwa · Emma Mackey · Connor Swindells · Kedar Williams-Stirling · Aimee Lou Wood · Mimi Keene · Alistair Petrie · Chaneil Kular · Simone Ashley · Tanya Reynolds · Mikael Persbrandt · Patricia Allison · Anne-Marie Duff · Jim Howick · Samantha Spiro · Jemima Kirke · Chinenye Ezeudu · Dua Saleh · George Robinson)
- 2022 - Premio Lumière
  - Nomination Migliore promessa maschile per Una storia d'amore e di desiderio
- 2022 - Premio César
  - Nomination Migliore promessa maschile per Una storia d'amore e di desiderio